# Province de Milan
La province de Milan (en italien : Provincia di Milano) est une ancienne province italienne dans la région de Lombardie, dont le chef-lieu était la ville de Milan. Elle est remplacée par la ville métropolitaine de Milan le 1er janvier 2015.

## Géographie
D'une superficie de 1 575 km2, son territoire correspondait exactement à celui de la ville métropolitaine de Milan, qui lui a succédé.

## Histoire
En 600 av. J.-C., le territoire sur lequel Milan est situé fut envahi par les Insubres. En 222 av. J.-C., les Romains en firent la conquête après la défaite de Viridomaros, dernier chef gaulois, vaincu et tué par le consul Claudius Marcellus lors de la bataille de Clastidium.
Au IIIe siècle, Milan prit de l’importance sous l’empereur Maximilien Hercule, qui en fit sa capitale, et l’entoura de fortes murailles (Fossa Romana). En 452, Attila la ravagea. Théodoric et les Goths la possédèrent ensuite pendant 70 ans, jusqu’à ce qu’ils en fussent chassés par Bélisaire.
En 568, les Longobards ou Lombards s’établirent à leur tour dans le pays. Charlemagne les vainquit en 774 et annexa leur royaume et sept états. Au XIe siècle, mouvement d’affranchissement des Communes. Les querelles entre les papes et les empereurs, connues sous le nom des guerres des Guelfes et des Gibelins.

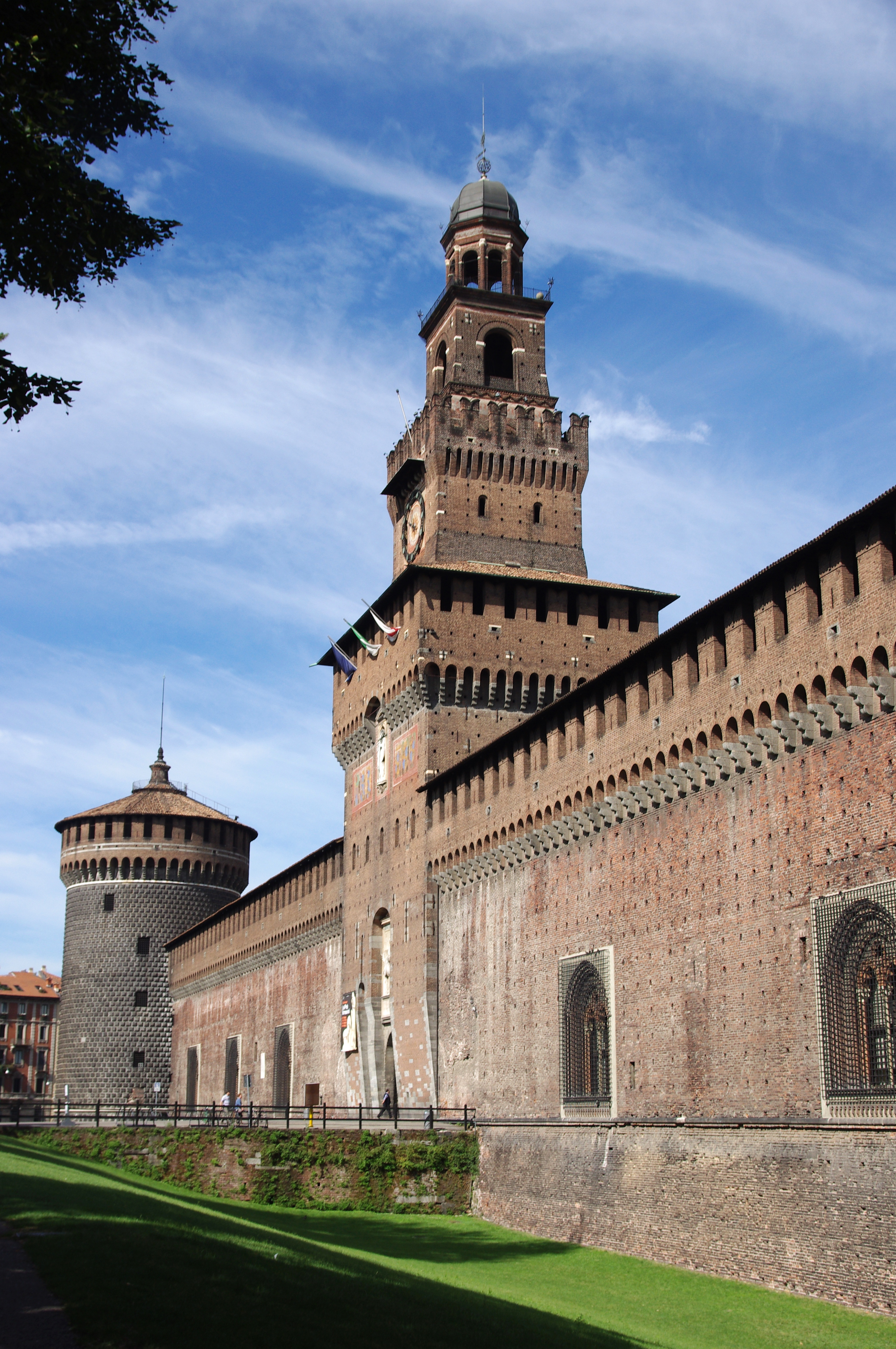
Château des Sforza, Milan.

En 1111, Milan rasa Lodi, en 1127 elle en fit autant de Côme et quelques années plus tard les Milanais défirent les gens de Pavie et de Crémone. En 1162, Frédéric Barberousse assiégea, prit et détruisit Milan. En 1176, Frédéric Barberousse était vaincu à la célèbre bataille de Legnano. Le Milanais est déchiré par les luttes entre les Torriani ou Della Torre, les Visconti et les Sforza. En 1167, création de la Ligue lombarde qui se forma sous les auspices du pape Alexandre III.
Les Visconti, seigneurs de Milan, dont les dates d'avènement sont :
- 1277 : Othon Visconti
- 1295 : Mathieu Ier
- 1322 : Galéas Ier
- 1328 : Azzone
- 1339 : Luchino
- 1349 : Jean
- 1354 : Mathieu Barnabo
- 1354 : Galéas II

Les Sforza :
- 1466 : Galéas-Marie, fils de François
- 1476 : Jean-Galéas
- 1494 : Ludovic ou Louis-Marie, dit le More

Plus tard, Louis XII, réclamant le Milanais, fait prisonnier Ludovic le More en 1500. Jules II, ayant conçu le dessein d’affranchir l’Italie, forme la Sainte Ligue pour l’expulsion des Français. Louis XII perd le Milanais en 1512. Maximilien Sforza, fils de Ludovic le More, est dépossédé en 1515 par François Ier, roi de France. 
En 1535 François II Sforza, dernier duc de Milan, meurt. Charles Quint s’empare du Milanais, qui fait partie de la monarchie espagnole jusqu’à la guerre de succession, dont la mort de Charles II d'Espagne en 1700 fut le déclencheur. En 1714, le Milanais passa alors au pouvoir de la maison d’Autriche.
Les Français envahirent le Milanais en 1796. Le traité de Campo-Formio de 1797 rendit une apparence d’indépendance à Milan, qui devint le chef-lieu de la République cisalpine. En 1805, le Milanais fit partie du royaume d’Italie. En 1815, Milan devint, sous la domination de l’Autriche, la capitale du royaume de Lombardie-Vénétie.
Le 18 mars 1848, les Milanais se soulevèrent. Les Autrichiens rentrèrent dans Milan le 6 août. À la paix de Villafranca, en 1859, l’empereur d’Autriche céda la Lombardie à l’empereur Napoléon III, qui la remit au roi Victor-Emmanuel II.
Créée en 1859 au sein du royaume de Sardaigne, la province est amputée du Lodi et de Monza et Brianza. Elle cesse d'exister le 31 décembre 2014. Elle est remplacée par la ville métropolitaine de Milan sur le même territoire.

## Politique
La province de Milan est reprise par la droite à l'occasion des élections provinciales de 2009. À la suite de ce scrutin, la composition du conseil provincial est la suivante :
- Le Peuple de la liberté : 19 sièges ;
- Parti démocrate : 11 sièges ;
- Ligue du Nord : 8 sièges ;
- Italie des valeurs : 3 sièges ;
- Liste Penati président : 1 siège.

## Économie
La province de Milan est l’aire économique la plus importante d'Italie : avec 338 010 entreprises actives en 2005 (42,3 % des entreprises lombardes et 6,6 % des entreprises italiennes).
À partir des années 1970, comme pour tous les centres urbains européens, la production industrielle lourde a laissé place au secteur des services et aux activités tertiaires, surtout les plus qualifiées et de plus haute valeur ajoutée. Au cours des années 1990, l'évolution technologique et la globalisation de l'économie ont définitivement modifié son modèle productif traditionnel qui se base, aujourd’hui, sur une épaisse toile d’entreprises productives de petite et très petite dimension, rattachées à un nombre limité de moyennes et grandes entreprises.
Milan se pose même comme capital du non-profit, dans lequel la vocation aux affaires se combine avec les anciennes traditions de solidarité et mutualistes de la société civile lombarde. Dans l'aire milanaise fonctionnent presque 11 000 institutions. Le monde du non-profit revêt un rôle important dans le système économique et social local, mobilisant des ressources humaines et financières significatives ; le nombre des adeptes est d’environ 10 % du total national et environ 50 % de celui de la Lombardie.

## Environnement
Sur le territoire milanais se trouvaient six parcs régionaux : Parco Adda Nord, Parco Agricolo Sud Milano, Parco delle Groane, Parco Nord Milano, Parco della valle del Lambro, Parco Lombardo della valle del Ticino.

## Administration
- En 1992, du territoire de la Province de Milan est créée la province de Lodi.
- En 2009, du territoire de la Province de Milan est créée la nouvelle province de Monza et de la Brianza.

## Communes

### Communes principales
- Milan 1 308 975
- Sesto San Giovanni 81 032
- Cinisello Balsamo 73 858
- Legnano 58 254
- Rho 50 584
- Cologno Monzese 47 600
- Paderno Dugnano47 625
- Rozzano41 056
- Bollate36 537
- San Giuliano Milanese36 431
- Pioltello35 675
- Corsico34 058
- Segrate34 007
- San Donato Milanese32 563
- Abbiategrasso31 675
- Cernusco sul Naviglio30 689
- Garbagnate Milanese26 875
- Buccinasco26 700
- Parabiago26 638
- Bresso26 230
- Lainate25 208
- Cesano Boscone23 831
- Magenta23 510
- Peschiera Borromeo22 701
- Senago21 137
- Cornaredo20 461
- Novate Milanese20 186
- Cormano20 116
- Cusano Milanino19 468
- Arese19 451
- Gorgonzola19 384
- Settimo Milanese19 271
- Trezzano sul Naviglio19 136
- Cassano d'Adda18 703
- Melzo18 398
- Nerviano17 424
- Bareggio17 226
- Melegnano17 104
- Corbetta16 955
- Vimodrone16 304
- Pieve Emanuele15 158
- Cerro Maggiore14 709
- Carugate14 400
- Solaro14 064
- Rescaldina13 989
- Cesate13 726
- Opera13 710
- Busto Garolfo13 355
- Cassina de' Pecchi13 040
- Canegrate12 393
- Trezzo sull'Adda12 287
- Mediglia12 082
- Baranzate11 494
- Arluno11 446
- Sedriano11 182
- Paullo10 985
- Castano Primo10 938
- Pero10 683
- Inzago10 328

### Communes de la Brianza en province de Milan
Certains[Qui ?] veulent inclure en Brianza : 
- Cinisello Balsamo
- Cusano Milanino
- Solaro
- Paderno Dugnano et des communes du nord-est de la province de Milan :
  - Basiano
  - Carugate
  - Cassano d'Adda
  - Grezzago
  - Pozzo d'Adda
  - Trezzano Rosa
  - Trezzo sull'Adda
  - Vaprio d'Adda